# جایزه ادبیات نسل جوان آلمان
جایزه ادبیات نسل جوان آلمان (به آلمانی: Deutscher Jugendliteraturpreis) تنها جایزه ادبی آلمان است که از سال ۱۹۵۶ هر ساله به بهترین کتاب‌های تصویری، کتاب‌های کودکان و نوجوانان و کتاب‌های غیر داستانی تعلق می‌گیرد. برندگان این جایزه در هر حوزه ۸۰۰۰ یورو و یک تندیس برنزی دریافت می‌کنند.